# Hrabstwo Carteret
Hrabstwo Carteret (ang. Carteret County) – hrabstwo w stanie Karolina Północna w Stanach Zjednoczonych.

## Geografia
Według spisu z 2000 roku obszar całkowity hrabstwa obejmuje powierzchnię 1341 mil2 (3473,17 km²), z czego 520 mil2 (1346,79 km²) stanowią lądy, a 821 mil2 (2126,38 km²) stanowią wody. Według szacunków United States Census Bureau w roku 2012 miało 67 632 mieszkańców. Jego siedzibą administracyjną jest Beaufort.

### Miasta
- Atlantic Beach
- Beaufort
- Bogue
- Cape Carteret
- Cedar Point
- Emerald Isle
- Indian Beach
- Morehead City
- Newport
- Peletier
- Pine Knoll Shores

### CDP
- Atlantic
- Broad Creek
- Davis
- Gloucester
- Harkers Island
- Marshallberg